# Sergio Santín
Sergio Rodolfo Santín Spinelli (Salto, 1956. augusztus 6. – ) uruguayi válogatott labdarúgó, középpályás és edző.

## Pályafutása

### Klubcsapatban
1975 és 1979 között a Danubióban játszott. 1980-tól 1984-ig Kolumbiában szerepelt, ahol tagja volt a Cúcuta Deportivo, a Deportivo Pereira és az Atlético Nacional csapatának. Az 1984–85-ös szezonban hazatért a Peñarol együtteséhez. 1986 és 1987 között a brazil Santost erősítette. 1987-től ismét Kolumbiában játszott. 1987 és 1990 között az América Cali játékosa volt, melynek tagjaként bajnoki címet szerzett. 1990 és 1992 között az Once Caldas labdarúgója volt.

### A válogatottban
1980 és 1986 között 18 alkalommal szerepelt az uruguayi válogatottban. Részt vett és az 1986-os világbajnokságon, ahol az uruguayiak összes mérkőzésén kezdőként lépett pályára. Tagja volt az 1983-as Copa Américán győztes válogatott keretének is.

### Edzőként
Ricardo Gareca segítőjeként dolgozott többek között a kolumbiai América Cali (2005) és az Independiente Santa Fe (2006), a perui Universitario (2007–08), az argentin Vélez Sarsfield (2009–13) és a brazil Palmeiras (2014) csapatánál. 2015 és 2022 között a  perui válogatottnál is segítette az argentin edző munkáját. 

## Sikerei
Atlético Nacional
- Kolumbiai bajnok (1): 1990
- Copa Libertadores döntős (1): 1987

Uruguay
- Copa América győztes (1): 1983
- Artemio Franchi-trófea ezüstérmes (1): 1985